# 네무로 진흥국

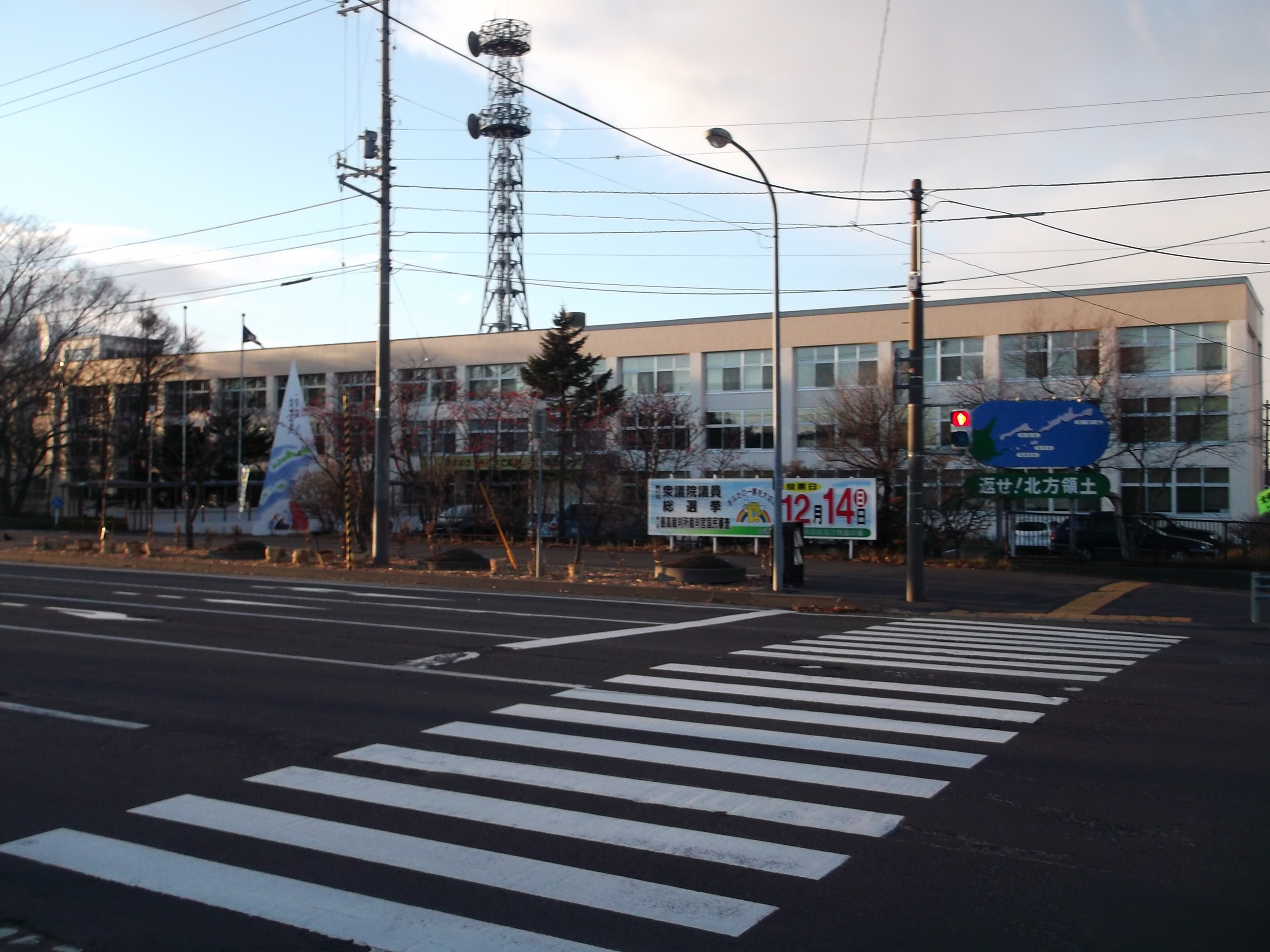

네무로 진흥국(일본어: 根室振興局 네무로신코쿄쿠[*])은 2010년 4월 1일에 홋카이도의 네무로 지청 대신 설치된 진흥국이다. 진흥국 소재지는 네무로시이다. 광역 업무의 경우는 구시로 종합진흥국에서 이 곳까지 관할한다.

## 행정 구역
- 네무로시(根室市)
- 노쓰케군
  - 베쓰카이정(別海町)
- 시베쓰군
  - 나카시베쓰정(中標津町) - 시베쓰정(標津町)
- 메나시군
  - 라우스정(羅臼町)
- 러시아와 분쟁 중인 쿠릴 열도 남부도 네무로 지청에 속한다.
  - 시코탄군: 시코탄촌(色丹村)
  - 구나시리군: 도마리촌(泊村) - 루요베쓰촌(留夜別村)
  - 에토로후군: 루베쓰촌(留別村)
  - 샤나군: 샤나촌(紗那村)
  - 시베토로군: 시베토로촌(蘂取村)
- 쿠릴 열도 북부에는 패전 이전에 우룻푸군, 시무시루군, 슈무슈군의 3개 군이 설치되어 있었고 모두 네무로 지청에 속해 있었다. 정이나 촌은 설치되지 않았다.